# Oberamt Ravensburg

Karte der württembergischen Oberämter, Stand 1926

Das Oberamt Ravensburg war ein württembergischer Verwaltungsbezirk (auf beigefügter Karte #42), der 1934 in Kreis Ravensburg umbenannt und 1938 um den Großteil des ehemaligen Oberamts Waldsee zum Landkreis Ravensburg erweitert wurde. Allgemeine Bemerkungen zu württembergischen Oberämtern siehe Oberamt (Württemberg).

## Geschichte

Oberamt Ravensburg, Gebietsstand 1813, mit den früheren Herrschafts- und Ämtergrenzen
Legende

Das Gebiet dieses Oberamts war Ende des 18. Jahrhunderts unter viele Herrschaften aufgeteilt und glich einem Flickenteppich. Ravensburg verlor 1802 seine Stellung als Reichsstadt und fiel an Bayern. Auch die oberschwäbischen Reichsklöster gehörten zur Verteilungsmasse des Reichsdeputationshauptschlusses: Das Kloster Weingarten mit seinen großen Besitzungen wurde säkularisiert und dem Fürsten von Nassau-Oranien als Entschädigung für an Frankreich gefallene linksrheinische Gebiete zugesprochen. Die ebenfalls großen Besitzungen des Klosters Weißenau kamen in gleicher Weise an den Grafen von Sternberg-Manderscheid. Württemberg erhielt im Preßburger Friedensvertrag von 1805 den Hauptteil der österreichischen Landvogtei Schwaben. Dem hieraus gebildeten Oberamt Altdorf wurden 1806 weitere – infolge der Rheinbundakte württembergisch gewordene – Gebiete zugeteilt: die ehemals klösterlichen Besitzungen und ein Teil der mediatisierten Herrschaften der Fürsten von Waldburg. Im Pariser Grenzvertrag von 1810 legten die Königreiche Bayern und Württemberg die endgültigen Grenzen fest. Dabei kam Ravensburg zu Württemberg, und aus dem Oberamt Altdorf entstand das Oberamt Ravensburg. Der von 1818 bis 1924 dem Donaukreis zugeordnete Bezirk grenzte an die württembergischen Oberämter Tettnang, Waldsee, Wangen und Saulgau sowie an das Großherzogtum Baden.

## Ehemalige Herrschaften

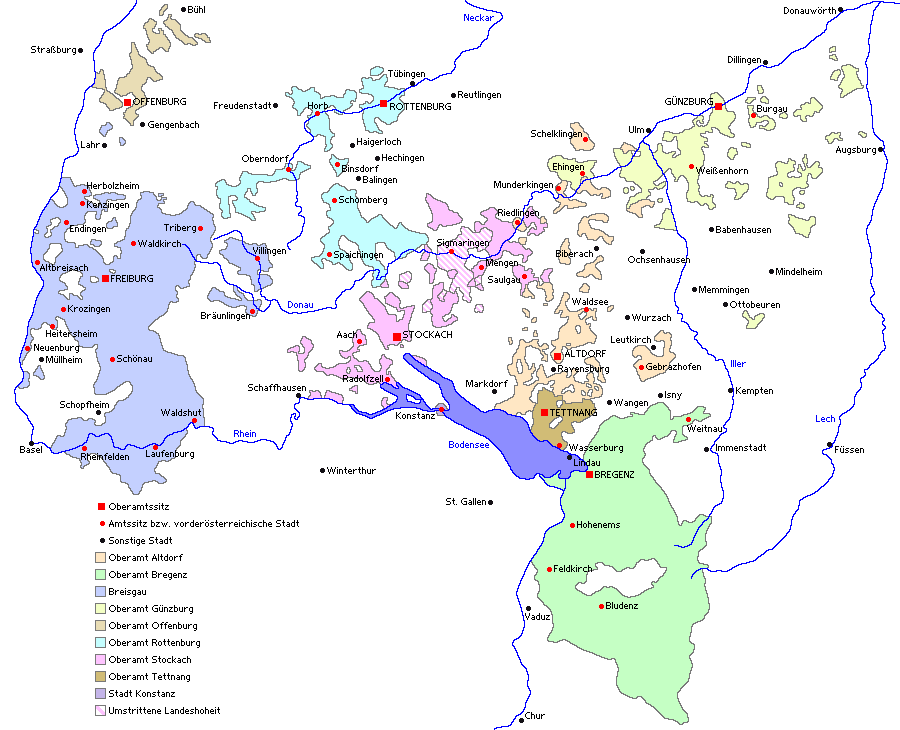
Vorderösterreich um 1780

1813, nach Abschluss der Gebietsreform, setzte sich der Bezirk aus Bestandteilen zusammen, die im Jahr 1800 zu folgenden Herrschaften gehört hatten:
- Reichsstadt Ravensburg: neben der Stadt selbst insgesamt 109 Dörfer, Weiler und Höfe in den Ämtern Hinzistobel, Schmalegg, Winterbach, Mochenwangen und Wolpertswende. (Die Ämter Bavendorf und Bitzenhofen kamen 1810 zum Oberamt Tettnang.)
- Vorderösterreich, Landvogtei Schwaben: Die Ämter Altdorf, Berg, Bodnegg, Boschen, Eschach, Grünkraut, Wolketsweiler und Zogenweiler setzten sich aus rund 350 Orten zusammen, die über fast alle späteren Gemeinden des Bezirks verstreut lagen.
- Reichsabtei Weingarten: 114 Orte, mit Schwerpunkten in den späteren Gemeinden Altdorf, Berg, Blitzenreute, Esenhausen, Fronhofen, Hasenweiler und Schlier, dazu umfangreicher Grundbesitz unter österreichischer Hoheit.
- Reichsabtei Weißenau: Weißenau, Oberhofen, dazu umfangreicher Grundbesitz unter österreichischer Hoheit.
- Fürst von Waldburg-Wolfegg-Waldsee: Herrschaft Waldburg, mit 50 Orten in den späteren Gemeinden Bodnegg, Grünkraut, Schlier, Vogt und Waldburg.
- Freiherr von Rehling: Herrschaften Bettenreute, Danketsweiler, Zußdorf.

Dem Fürsten von Fürstenberg als Inhaber der Grafschaft Heiligenberg standen Blutgerichtsbarkeit und Forsthoheit rechts der Rotach zu. Grundherren ohne Hoheitsrechte waren, neben den bereits genannten Klöstern, auch die Reichsabtei Baindt, der Freiherr von Greut zu Mosisgreut sowie der Graf von Beroldingen-Ratzenried.

## Gemeinden

### Einwohnerzahlen 1836
Folgende Gemeinden waren 1836 dem Oberamt unterstellt:
| Nr. | frühere Gemeinde   | Einwohnerzahl 1836 | Einwohnerzahl 1836 | heutige Gemeinde |
|     |                    | evangel.           | kathol.            |                  |
| --- | ------------------ | ------------------ | ------------------ | ---------------- |
| 1   | Ravensburg         | 1.688              | 3.065              | Ravensburg       |
| 2   | Altdorf            | 73                 | 2.289              | Weingarten       |
| 3   | Baindt             | –                  | 1.435              | Baindt           |
| 4   | Berg               | –                  | 927                | Berg             |
| 5   | Blitzenreute       | –                  | 585                | Fronreute        |
| 6   | Bodneck 1          | –                  | 1.408              | Bodnegg          |
| 7   | Eschach            | –                  | 1.097              | Ravensburg       |
| 8   | Eßenhausen 2       | –                  | 296                | Wilhelmsdorf     |
| 9   | Fronhofen          | –                  | 601                | Fronreute        |
| 10  | Grünkraut          | –                  | 923                | Grünkraut        |
| 11  | Hassenweiler 3     | –                  | 543                | Horgenzell       |
| 12  | Kappel             | –                  | 881                | Horgenzell       |
| 13  | Schlier            | –                  | 1.064              | Schlier          |
| 14  | Schmaleck 4        | –                  | 734                | Ravensburg       |
| 15  | Vogt               | –                  | 1.545              | Vogt             |
| 16  | Waldburg           | –                  | 1.163              | Waldburg         |
| 17  | Wilhelmsdorf       | 261                | –                  | Wilhelmsdorf     |
| 18  | Wolpertsschwende 5 | –                  | 964                | Wolpertswende    |
| 19  | Zogenweiler        | –                  | 575                | Horgenzell       |
| 20  | Zußdorf            | –                  | 233                | Wilhelmsdorf     |
|     | total              | 1.992              | 20.328             |                  |

heutige Schreibweise: 

### Änderungen im Gemeindebestand seit 1813

Gemeinden und Markungen um 1860

Die lokale Verwaltungsgliederung orientierte sich zunächst an den früheren Herrschaftsgrenzen. 1823 bestanden neben der Oberamtsstadt Ravensburg und dem Marktflecken Altdorf 23 weitere Gemeinden. Dabei setzten sich Schmalegg und Wolpertswende ausschließlich aus ehemals ravensburgischen Orten zusammen, Baienfurt, Bodnegg, Boschen, Eschach, Grünkraut, Schussen, Um-Altdorf, Wolketsweiler und Zogenweiler aus früher österreichischem Gebiet. Aus dem Territorium des Klosters Weingarten waren die Gemeinden Aichach, Blitzenreute, Esenhausen, Ettishofen, Fronhofen, Hasenweiler und Schlier entstanden, Weingarten selbst mit Altdorf verschmolzen. Die Gemeinde Waldburg deckte sich mit der ehemaligen Herrschaft gleichen Namens, Danketsweiler und Zußdorf mit den rehlingschen Gütern, Oberhofen mit dem Weißenauer Klostergebiet. Lediglich die Gemeinde Hinzistobel war aus reichsstädtischen und weingartischen Orten gemischt. Entsprechend der früheren Zersplitterung gab es eine Reihe von Exklaven. Einige Orte, beispielsweise Wetzisreute, verteilten sich auf mehrere Gemeinden.
Nachdem die Verfassung von 1819 und das Verwaltungsedikt von 1822 die Grundlage für die kommunale Selbstverwaltung bereitet hatten, konstituierten sich die Gemeinden im modernen Sinne. Im Oberamt Ravensburg war dieser Prozess 1826 abgeschlossen, der die meisten Exklaven beseitigte und die Zahl der Gemeinden von 25 auf 18 reduzierte: Ravensburg, Altdorf, Baindt, Berg, Blitzenreute, Bodnegg, Eschach, Esenhausen, Fronhofen, Grünkraut, Hasenweiler, Kappel, Schlier, Schmalegg, Vogt, Waldburg, Wolpertswende, Zogenweiler. Hinzu kam die 1824 als Tochtergemeinde der Evangelischen Brüdergemeinde Korntal gegründete Colonie Wilhelmsdorf.
- 1829 wurde Zußdorf von Esenhausen getrennt und wieder zur selbständigen Gemeinde erhoben.
- 1842 wurden Butzers, Goldegger und Tannberg von Bodnegg nach Pfärrich (Oberamt Wangen) umgemeindet. Gleichzeitig kam die Gemeinde Taldorf (mit Erbenweiler, das zuvor zu Oberteuringen gehörte) vom Oberamt Tettnang zum Oberamt Ravensburg. Der Wohnplatz – de facto nur ein einzelnes Haus – Geiselmacher, bisher eine vom Oberamt Ravensburg umschlossene Exklave des Bezirks Saulgau, wurde der Gemeinde Wolpertswende zugeteilt.
- 1846 trat ein 1843 zwischen Baden und Württemberg geschlossener Staatsvertrag in Kraft. Zu Württemberg kamen der Auhof (zur Gemeinde Zußdorf) und der bisher badische Teil von Sießen (zur Gemeinde Hasenweiler).
- 1848 wurde Baienfurt von Baindt getrennt und zur selbständigen Gemeinde erhoben.
- 1849 wurde Wolketsweiler von Kappel getrennt und zur selbständigen Gemeinde erhoben.
- 1850 wurde Wilhelmsdorf, bisher in gerichtlicher Beziehung der Gemeinde Esenhausen zugeteilt, zur selbständigen Gemeinde erhoben.
- 1865 wurde Altdorf in Weingarten umbenannt und gleichzeitig zur Stadt erhoben.

## Amtsvorsteher
- 1810–1811: Ludwig von Koch
- 1811–1813: Carl Friedrich von Dizinger
- 1813–1816: Ernst Gustav von Rümelin
- 1816–1825: Franz Theodor Wirth
- 1826–1838: Friedrich Hoyer
- 1838–1857: Heinrich Schneider
- 1857–1866: Heinrich Ludwig Baur
- 1866–1871: Karl Rampacher
- 1871–1877: Wilhelm Schubart
- 1877–1892: Ernst Mühlschlegel
- 1892–1913: Max Hänle
- 1913–1929: Hugo Stiefenhofer
- 1929–1936: Franz Paradeis